# Taken for Granted
"Taken for Granted" é o single de estreia de Sia Furler. Foi lançado em maio de 2000 e estreou no 10º lugar no UK Singles Charts. Permaneceu nas paradas musicais durante um total de cinco semanas. É o primeiro single do segundo álbum de estúdio de Sia, Healing Is Difficult. Foi escrito por Sia e produzido por Nigel Corsbie.

## Lançamento
"Taken for Granted" foi lançado como CD single nos Estados Unidos em 19 de maio de 2000. Sendo também disponibilizado como vinil. No Reino Unido, "Taken for Granted" foi distribuído como CD em 22 de maio de 2000. A sua segunda versão também foi lançada no mesmo dia.

## Faixas
| N.º | Título                                          | Duração |  |
| 1.  | "Taken for Granted" (Edição de rádio)           | 3:37    |  |
| 2.  | "Taken for Granted" (Mix de Desert Eagle Discs) | 4:19    |  |
| 3.  | "Taken for Granted" (Mix de M.V.P.)             | 4:57    |  |
| 4.  | "Taken for Granted" (Mix de Groove Chronicles)  | 5:20    |  |

| Single de 12 polegadas |                                            |         |  |
| N.º                    | Título                                     | Duração |  |
| 1.                     | "Taken for Granted" (Mix de Restless Soul) |         |  |
| 2.                     | "Taken for Granted" (Mix de Soul Brother)  |         |  |

## Desempenho nas tabelas musicais
Em junho de 2000, estreou em 10ª posição no Reino Unido. Em março de 2002, ganhou sucesso no país de origem de Sia, na Austrália, atingindo o n.º 100 no ARIA Top 100 Singles Charts. A canção atingiu o número 7 no HitSeekers Singles Chart da ARIA.
| Tabela musical (2000) | Melhor posição |
| --------------------- | -------------- |
| UK Singles Chart      | 10             |

| Tabela musical (2002)    | Melhor posição |
| ------------------------ | -------------- |
| Australian Singles Chart | 100            |